# Hushållsassistent

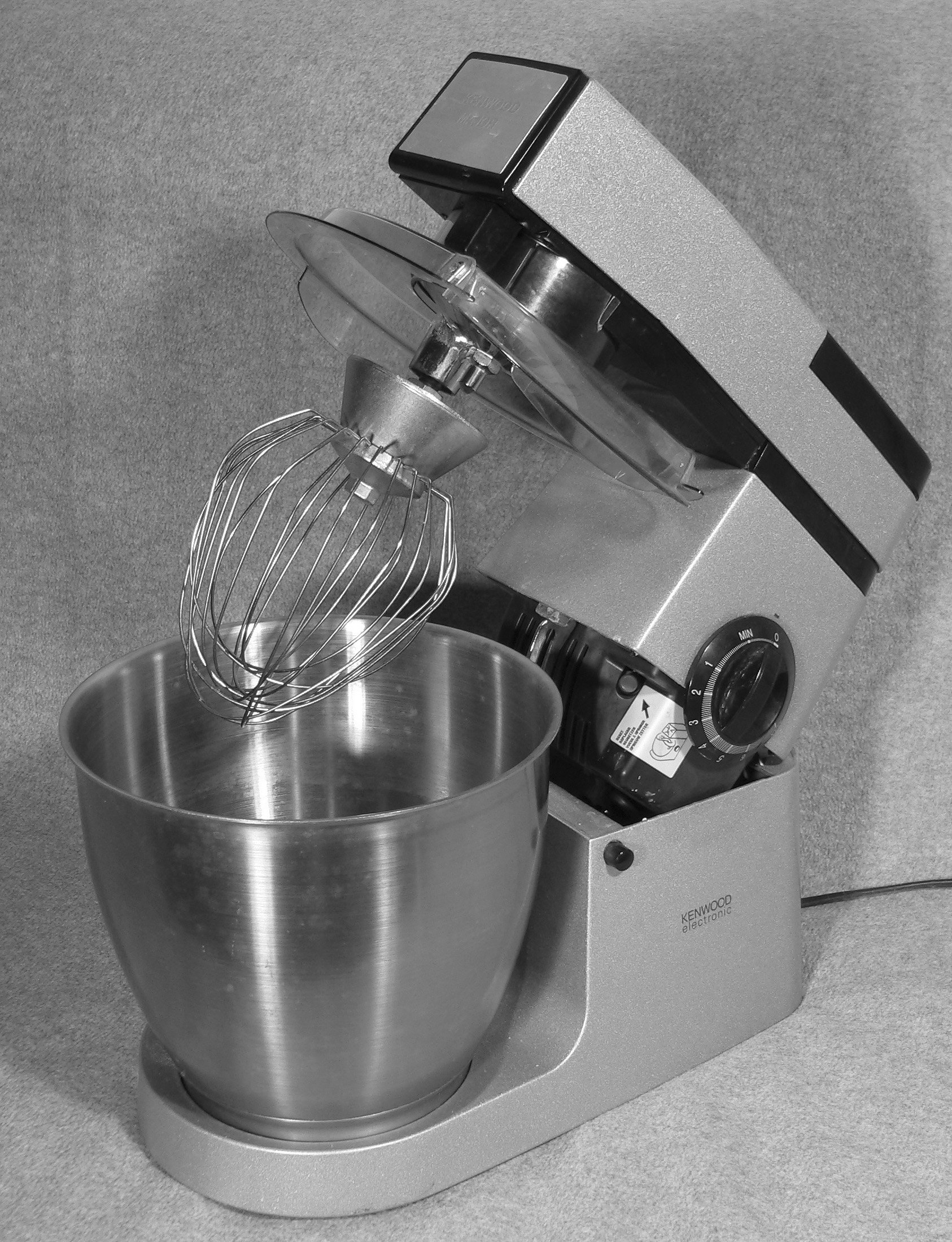
Ett exempel på hushållsassistent.

En hushållsassistent, köksmaskin, är en elektrisk apparat vars grundfunktion är att blanda och bearbeta deg. 
Egentligen är hushållsassistent ett varumärkesord hämtat från Electrolux modell benämnd just Assistent. Electrolux har registrerat ordet Assistent som ett varumärke. Den korrekta svenska benämningen ska vara köksmaskin, men problemet är att den även används om hushållsapparater i allmänhet.
Till skillnad från till exempel matberedare och elvisp sker bearbetningen i en assistent vid betydligt lägre hastighet vilket är en förutsättning för att kunna blanda icke-newtonska fluider som deg där viskositeten ökar kraftigt med hastigheten. Vissa fabrikat, till exempel Electrolux, har även en funktion som verkligen knådar degen istället för att röra runt den.
Förutom att blanda och bearbeta deg, har de flesta köksmaskiner ett antal tillbehör för att till exempel vispa och mixa. Även köttkvarnar och redskap för att framställa till exempel äppelmos är vanliga.